# Is There Anybody Out There?
Pour l'album live sorti en 2000, voir Is There Anybody Out There? The Wall Live 1980-81.
Pistes de The Wall
Hey You Nobody Home
Is There Anybody out There? est une chanson du groupe rock progressif britannique Pink Floyd qui apparaît sur leur album The Wall, sorti en 1979.

## Composition
La chanson est divisée en deux parties ; une vocale et une instrumentale.
La seconde partie est instrumentale. Cette section de la pièce interprétée par une guitare classique en arpèges est particulièrement intéressante, surtout parce que personne ne sait qui la joue. Dans plusieurs entrevues, David Gilmour a dit qu'il a essayé de la jouer, mais qu'il n'était pas satisfait du résultat final. Un professeur de musique classique, Joe di Blasi, a été présenté au groupe par Michael Kamen pour jouer avec le reste de l'orchestre. Roger Waters a composé l'ensemble de la chanson, y compris les arpèges de la seconde partie, contrairement aux rumeurs prétendant une quelconque contribution de la part de Bob Ezrin. L'effet sonore d'une sirène utilisée dans la chanson est aussi utilisée sur une autre pièce de Pink Floyd, le fameux Echoes. La chanson était originellement utilisée pour créer un appel de baleine provenant des profondeurs de l'océan et créé par Gilmour avec une pédale wah-wah. Il n'en reste pas moins que lors de la tournée mondiale The Wall en 1979-1980, c'est bien David Gilmour qui exécutait la partie de guitare acoustique de la chanson. 
Jouées en arrière-plan au début et à la fin de la chanson, on entend des extraits de deux programmes télévisés américains des années 1960. Le premier est un segment de l'épisode intitulé Fandango de la série western Gunsmoke et le second, Gomer Says "Hey" to the President de la sitcom Gomer Pyle, U.S.M.C. (en), qui fait la transition avec la prochaine chanson, Nobody Home.

## Analyse des paroles
La chanson n'a pour paroles qu'une phrase, répétée quatre fois : « y a-t-il quelqu'un là-bas ? », reprenant le thème de la chanson précédente, Hey You. Ici, Pink, le personnage principal de l'album, tente de reprendre contact avec le monde en demandant s'il y a quelqu'un dehors qui peut l'entendre.

## Version du film
Dans le film, pendant la partie vocale, Pink, le héros, tape violemment sur le mur jusqu'à se faire saigner des mains, puis pendant la partie instrumentale, Pink trie les débris de sa chambre d'hôtel. Puis, il y a une partie sans voix et sans instruments, où Pink, dans sa salle de bains, se rase les sourcils, le torse, les cheveux, se faisant beaucoup saigner.

## Musiciens
- David Gilmour - (sons de baleine/mouette) guitare électrique et pédale wah-wah, chœurs
- Roger Waters - chant, basse
- Richard Wright - synthétiseur Prophet-5

- Avec : 
- Joe DiBlazi - guitare classique
- Bob Ezrin - synthétiseur de cordes
- Michael Kamen - Arrangements orchestraux